# Abbott Handerson Thayer
Abbott Handerson Thayer, född 12 augusti 1849 i Boston, Massachusetts, död 29 maj 1921, var en amerikansk konstnär och konstteoretiker. Han målade porträtt, djur och landskap. 
Thayer studerade i New York och sedan i Paris för Lehmann och Gérôme samt bosatte sig i Cornwall vid Hudson. Under sista tredjedelen av sitt liv arbetade han tillsammans med sin son Gerald Handerson Thayer på en bok om kamouflagefärger i naturen (Titel Concealing Coloration in the Animal Kingdom: An Exposition of the Laws of Disguise Through Color and Pattern; Being a Summary of Abbott H. Thayer’s Disclosures.). Boken påverkade bland annat kamouflagetekniken under första världskriget. Han arbetade även som lärare inom konsten och tog in lärlingar till sin ateljé i New Hampshire.

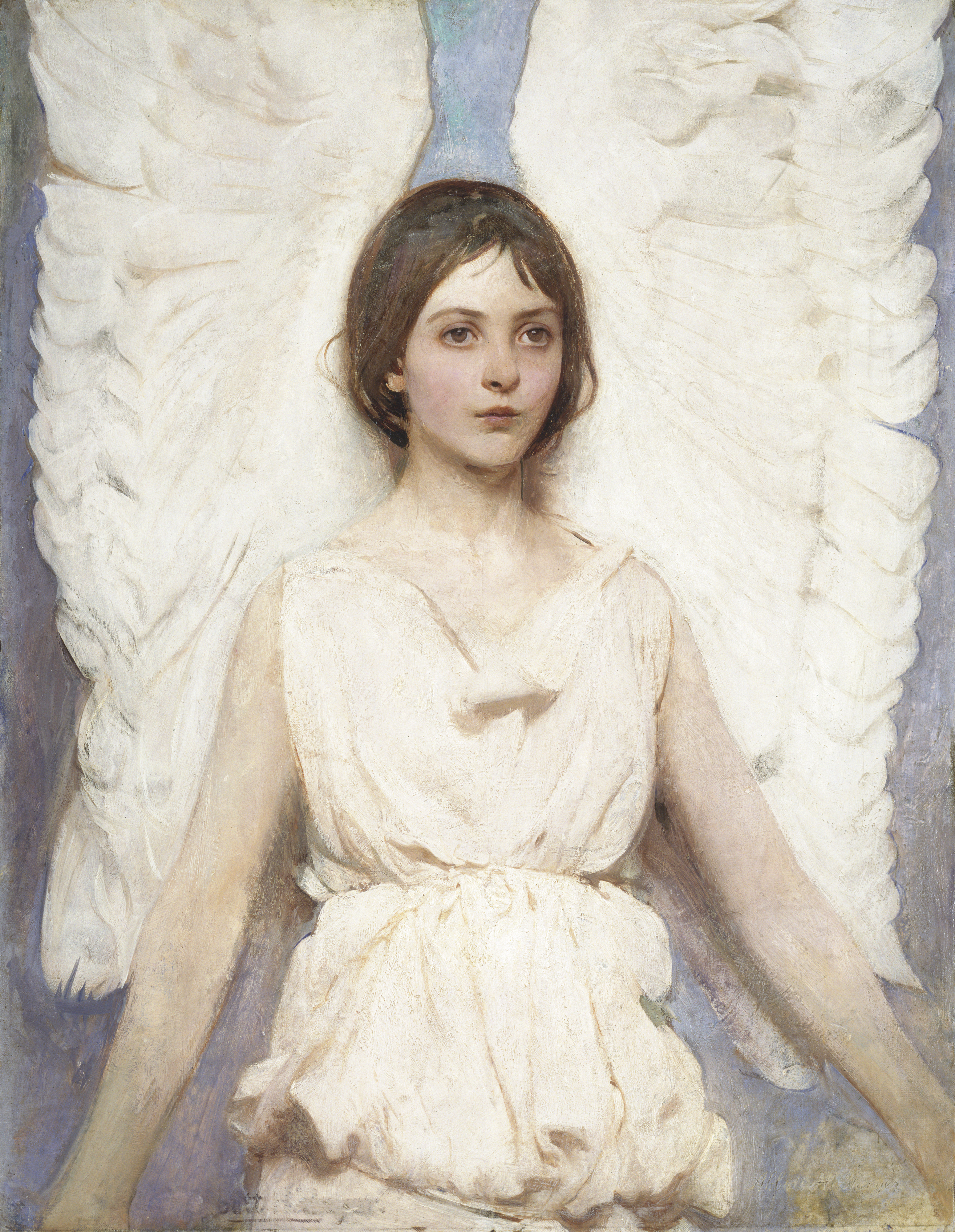
Angel, (1887).
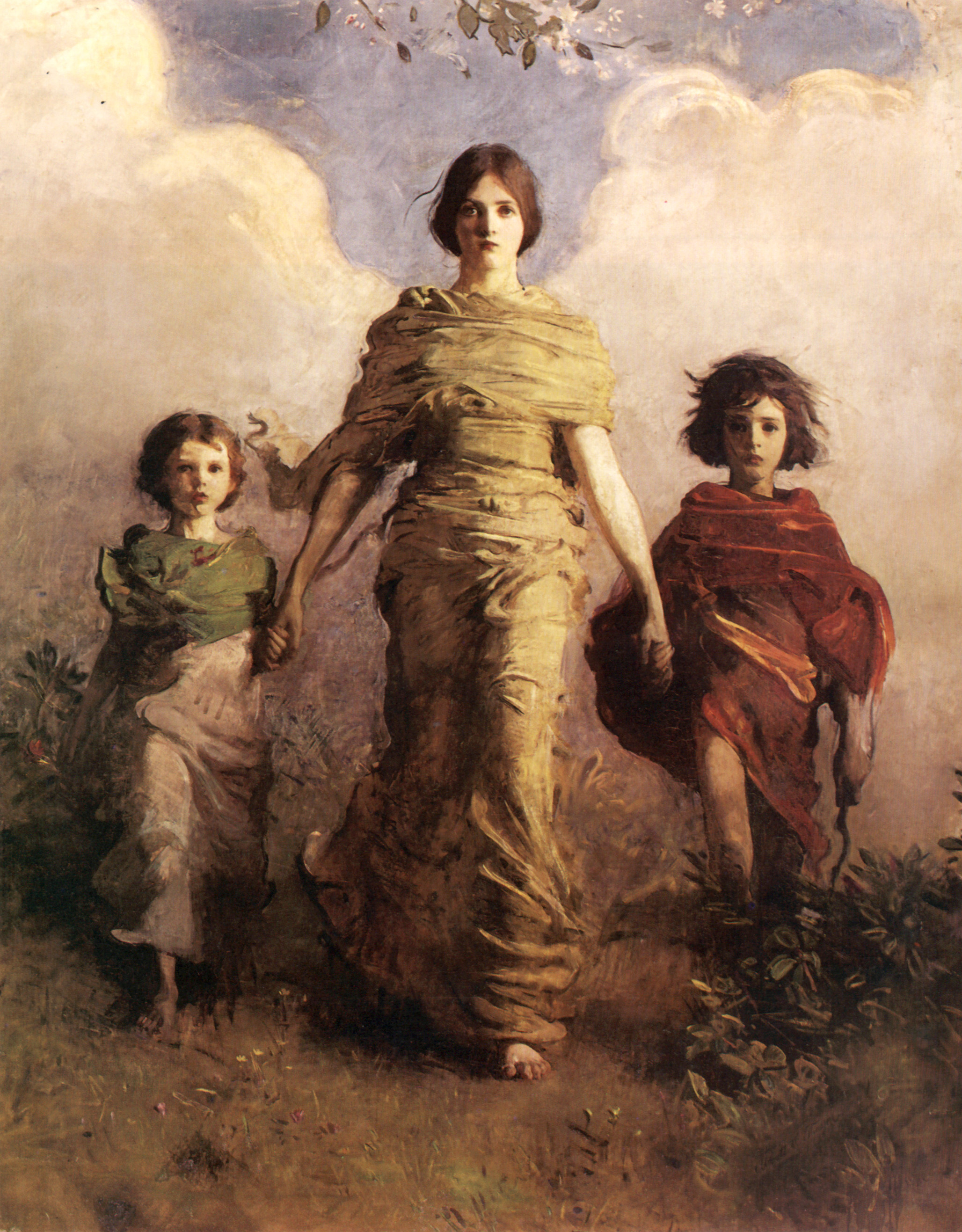
A Virgin, (1892–1893).
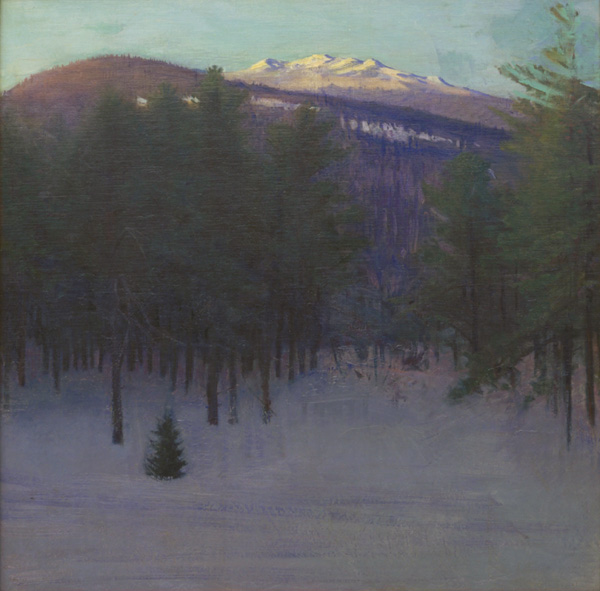
Monadnock in Winter, (1904).
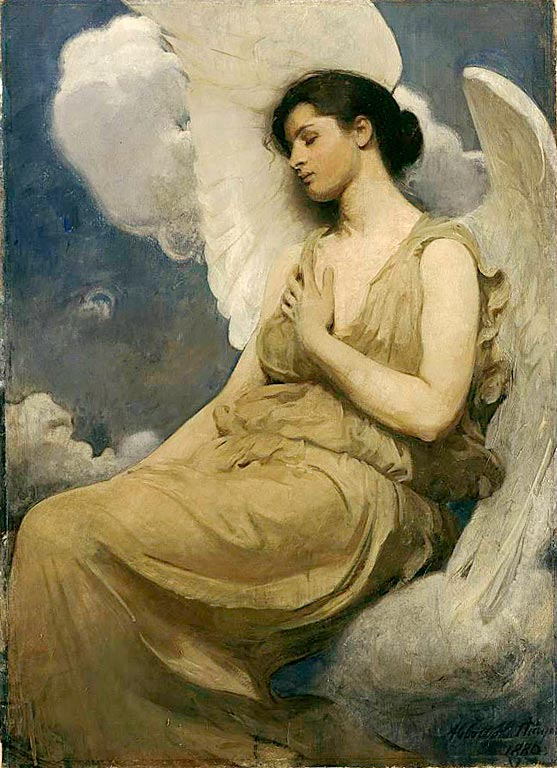
Winged Figure (1889)